# Lago Burg
El lago Burg (en alemán: Burgsee) es un lago situado en el distrito de Schwerin, en el estado de Mecklemburgo-Pomerania Occidental (Alemania), a una altitud de 11 metros; tiene un área de 37.8 hectáreas.